# 华西亚

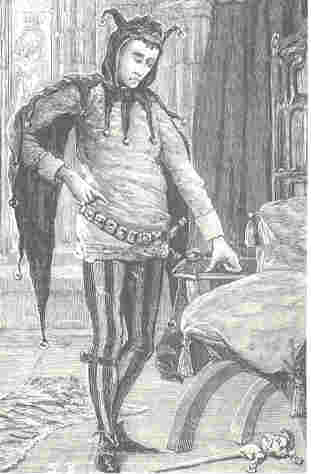

华西亚（Rahere，—1144年）是一名修士和亨利一世的宫廷弄臣。
关于华西亚生平的许多细节已经与传说相混淆，但是无疑这是一个真实存在的历史人物，并作了传说中的许多事情。他被描述为一位修士、吟游诗人、朝臣和弄臣，在他一生中的不同时期，可能做过所有这些。 
在1115年的一份文献中，他被列为圣保罗座堂的一位誦經員。他在罗马朝圣时病倒，梦见巴多罗买要他建立一所医院。他返回英国以后，在1123年，建立了圣巴多罗买医院和邻近的圣巴多罗买大教堂，担任此教堂的领袖，直到1144年去世。在此教堂可以看到它华丽的坟墓。 
吉卜林有一首诗题为华西亚，收集在他的著作Debits and Credits中。在吉卜林的故事"The Tree of Justice"中，华西亚也是一个主要人物。